# خاقان دمير
خاقان دمير (بالتركية: Hakan Demir)‏ هو لاعب كرة قدم تركي، ولد في 8 مايو 1998 في سيواس في تركيا. لعب مع نادي قاسم باشا.

## وصلات خارجية
- خاقان دمير على موقع اتحاد تركيا (لاعب) (الإنجليزية)
- خاقان دمير على موقع قاعدة بيانات كرة القدم.إي يو (الإنجليزية)
- خاقان دمير على موقع Soccerway.com (الإنجليزية)
- خاقان دمير على موقع عالم كرة القدم.نت (الإنجليزية)